# يوتامتر
يوتامتر (رمز SI: YM) الولايات المتحدة هي وحدة الطول في النظام المتري يساوي 1024 متر.
للمساعدة في مقارنة أوامر مختلفة من حيث الحجم، تسرد هذه الصفحة مسافات تبدأ من 1 يوتامتر ( 1024 م أو 105.702 مليون سنة ضوئية).
- 1.2 ي.م - 1 الثانية -أقرب مسافة ملحوظة أشعة غاما GRB 980425
- 1.3 ي.م - 137 مليون سنة ضوئية - المسافة إلى قنطورس العنقودية من المجرات، أقرب كبير الفائق
- 1.9 ي.م - 201 مليون سنة ضوئية - القطر من الفائق المحلي
- 2.8 ي.م - 296 مليون سنة ضوئية - المسافة إلى كوما العنقودية
- 3.2 ي.م - 338 مليون سنة ضوئية - المسافة إلى الخماسي ستيفان
- 4.7 ي.م - 496 مليون سنة ضوئية - طول CfA2 سور الصين العظيم، واحدة من أكبر فوقية الملحوظة في الكون
- 6.1 ي.م - 645 مليون سنة ضوئية - المسافة إلى شابلي الفائق
- 9.5 ي.م - 996000000 سنة ضوئية - القطر من Eridanus Supervoid
- 1 yottametre - 1.000.000.000.000.000.000.000.000 أو 10 ^ 24 متر